# 5e corps (Royaume-Uni)
Pour les articles homonymes, voir 5e corps d'armée.
Le Ve corps britannique est une unité militaire du Royaume-Uni, plus spécifiquement un corps de commandement de l'armée de terre britannique (British Army). Ce corps d'armée a existé comme une formation active de la British Army pendant la Première Guerre mondiale et la Seconde Guerre mondiale.
L'unité fut créée pour la première fois en février 1915 et a combattu pendant la Première Guerre mondiale sur le front occidental. Recréé en juin 1940 pendant la Seconde Guerre mondiale et substantiellement réorganisé en 1942 pour participer à l'opération Torch, le corps a combattu lors de la campagne de Tunisie et plus tard la campagne d'Italie.